# Jean-Baptiste Lebourg des Alleurs
Pour les articles homonymes, voir Lebourg.
Jean-Baptiste Lebourg des Alleurs, né au XVIIe siècle à Pont-Audemer où il est mort en février 1716, est un prédicateur français.
Fils de Pierre, conseiller-assesseur de la vicomté de Pont-Audemer, frère de l’abbé Le Bourg de Montmorel, prédicateur non moins distingué, il était aumônier de la Dauphine en 1680, prédicateur ordinaire de Louis XIV et abbé de Notre-Dame-de-la-Réau, en Poitou.
Lebourg se distingua, à Paris et à la Cour, par la sévérité de ses principes, les agréments de son esprit et l’éloquence de sa parole. Il est auteur de plusieurs petits ouvrages et de l’Oraison funèbre de Marie-Thérèse d’Autriche, la seule œuvre qu’il ait fait imprimer.
Il a laissé « plusieurs petits ouvrages » et des « sermons » qui sont restés manuscrits. Victor Advielle avait recueilli deux manuscrits provenant des bibliothèques de Pierre Le Bourg, avocat, et des abbés Le Bourg, qu’il pensait être des ouvrages. Le plus important est celui qui analyse les Dissertations de Dom Calmet, qui avaient paru en 1707, et ne furent réimprimées qu’en 1720.
À sa mort, Lebourg fut inhumé au milieu du chœur de l’église de Saint-Ouen de Pont-Audemer.

## Sources
- Théodore-Éloi Lebreton, Biographie normande, t. 2, Rouen, Le Brument, 1861, p. 411-2.
- Noémi-Noire Oursel, Nouvelle Biographie normande, t. 2, Paris, Picard, 1886, p. 70.